# Solenopsis valida
Solenopsis valida es una especie extinta de hormiga del género Solenopsis, subfamilia Myrmicinae.

## Distribución
Esta especie se encontraba en Alemania.